# Kriegersiedlung (München)

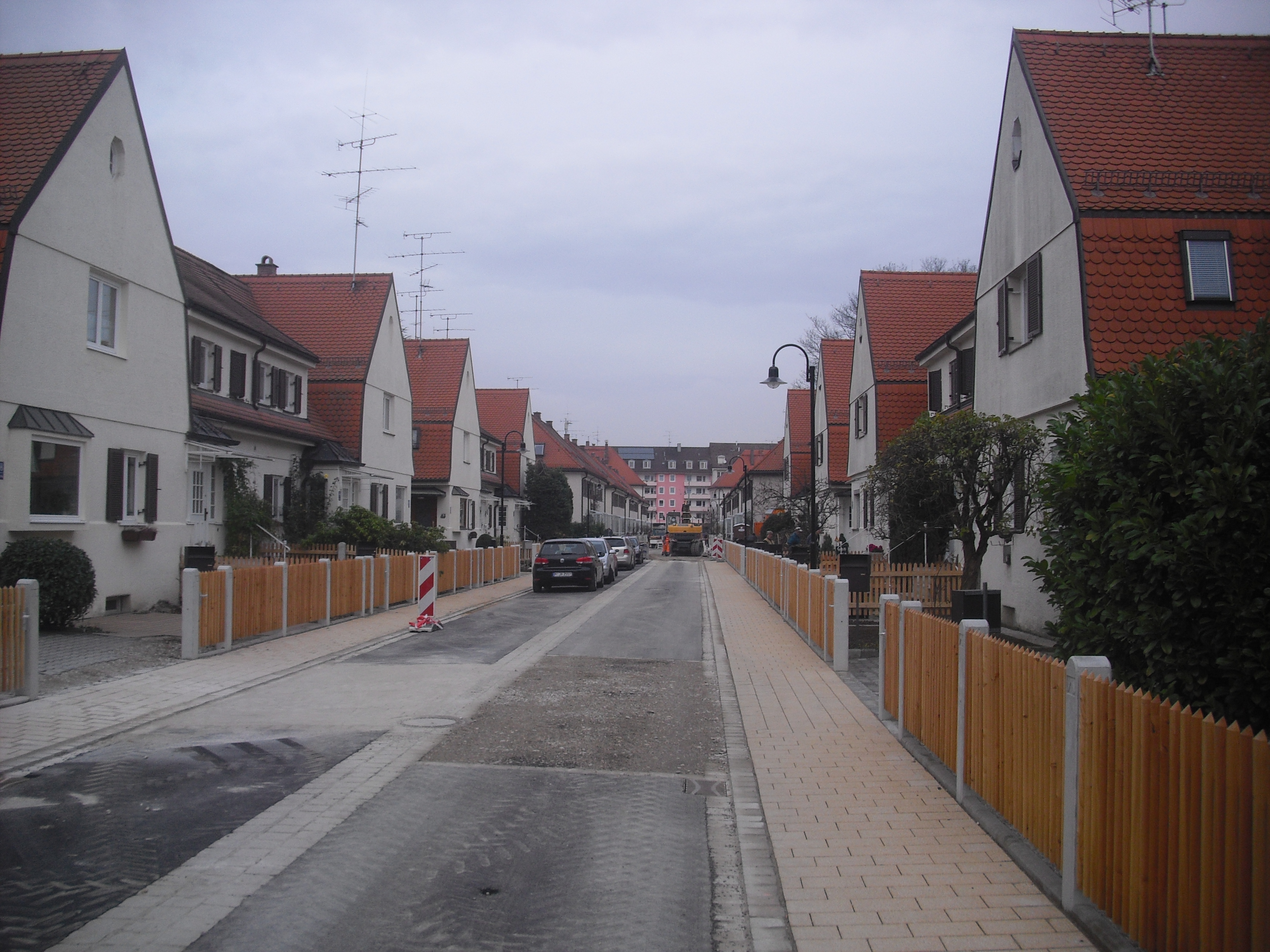
Die Kriegersiedlung in München

Die Kriegersiedlung ist eine Wohnanlage in München. Sie entstand in den 1920er Jahren unter der Leitung der Architekten Peter Schneider, Max Graessel und G. Leindecker. Auftraggeber war die 1919 gegründete Bau- und Kleinsiedlungsgenossenschaft des Kriegsbeschädigtenvereins München, die hier das andernorts schon bewährte Modell einer Kriegersiedlung umsetzte, um Versehrten des Ersten Weltkriegs zu preiswerten Eigenheimen zu verhelfen. Die Kriegersiedlung ist als Denkmalensemble in die Bayerische Denkmalliste eingetragen.

## Lage

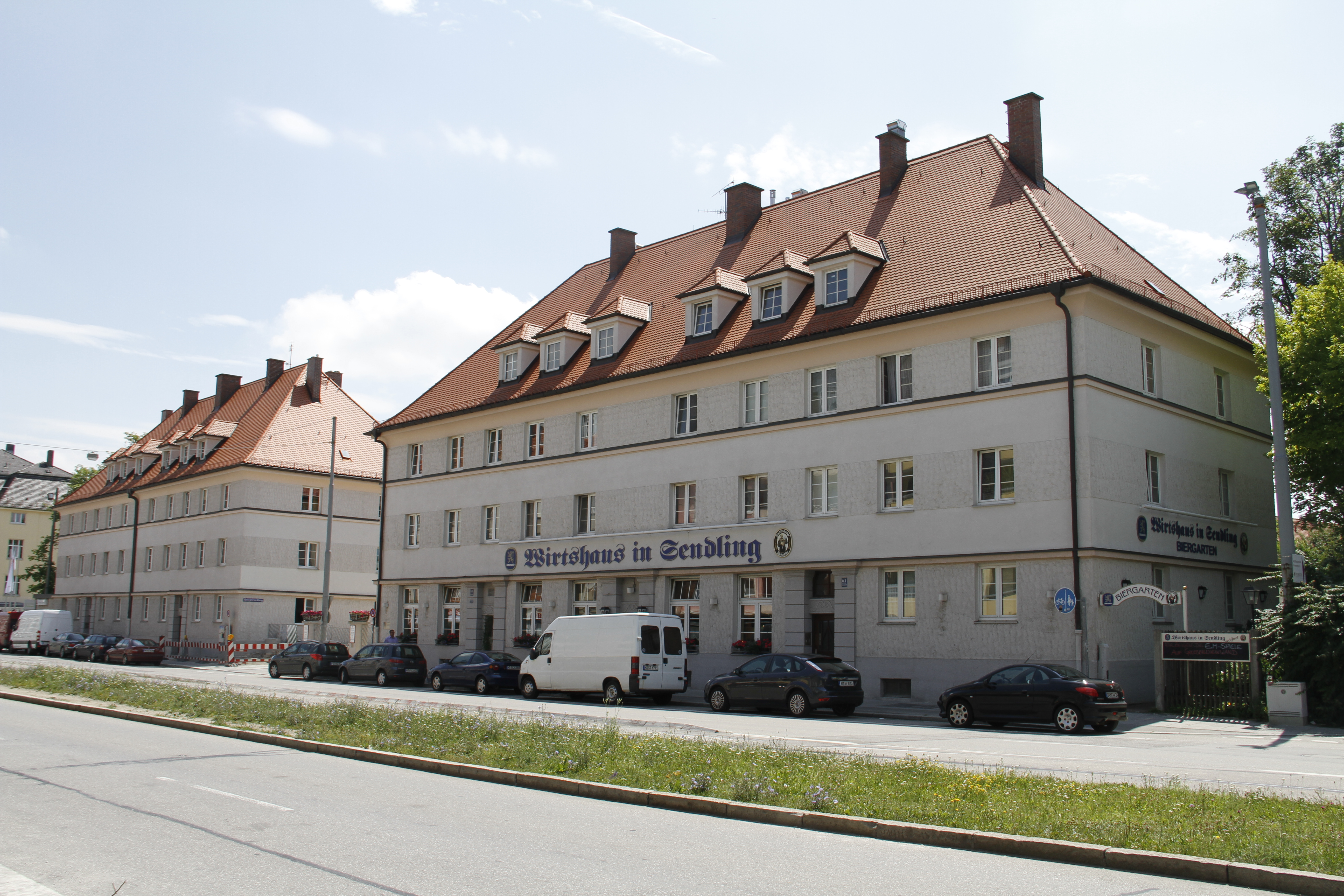
Die beiden Kopfbauten an der Albert-Roßhaupter-Straße

Die Siedlung liegt im Münchner Stadtbezirk Sendling-Westpark etwa 500 Meter westlich der Bahnstrecke München–Lenggries noch innerhalb des Mittleren Rings. Sie erstreckt sich beidseitig entlang der etwa 400 Meter langen Straße "Kriegersiedlung", die in Nord-Süd-Richtung von der Albert-Roßhaupter-Straße bis zur Johann-Clanze-Straße führt.

## Bezeichnung
Kriegersiedlungen wurden in vielen Orten angelegt. So wurden Siedlungen bezeichnet, mit denen Kriegsveteranen aus dem Ersten Weltkrieg mit einfachem aber bezahlbarem Wohnraum versorgt wurden. Teils wurden die Bauten durch die Gemeinde gefördert, zum anderen bildeten sich aber auch besondere Bauvereine, die auf Ersparnisse oder im Vorschuss auf Kredite setzten.

## Baubeschreibung

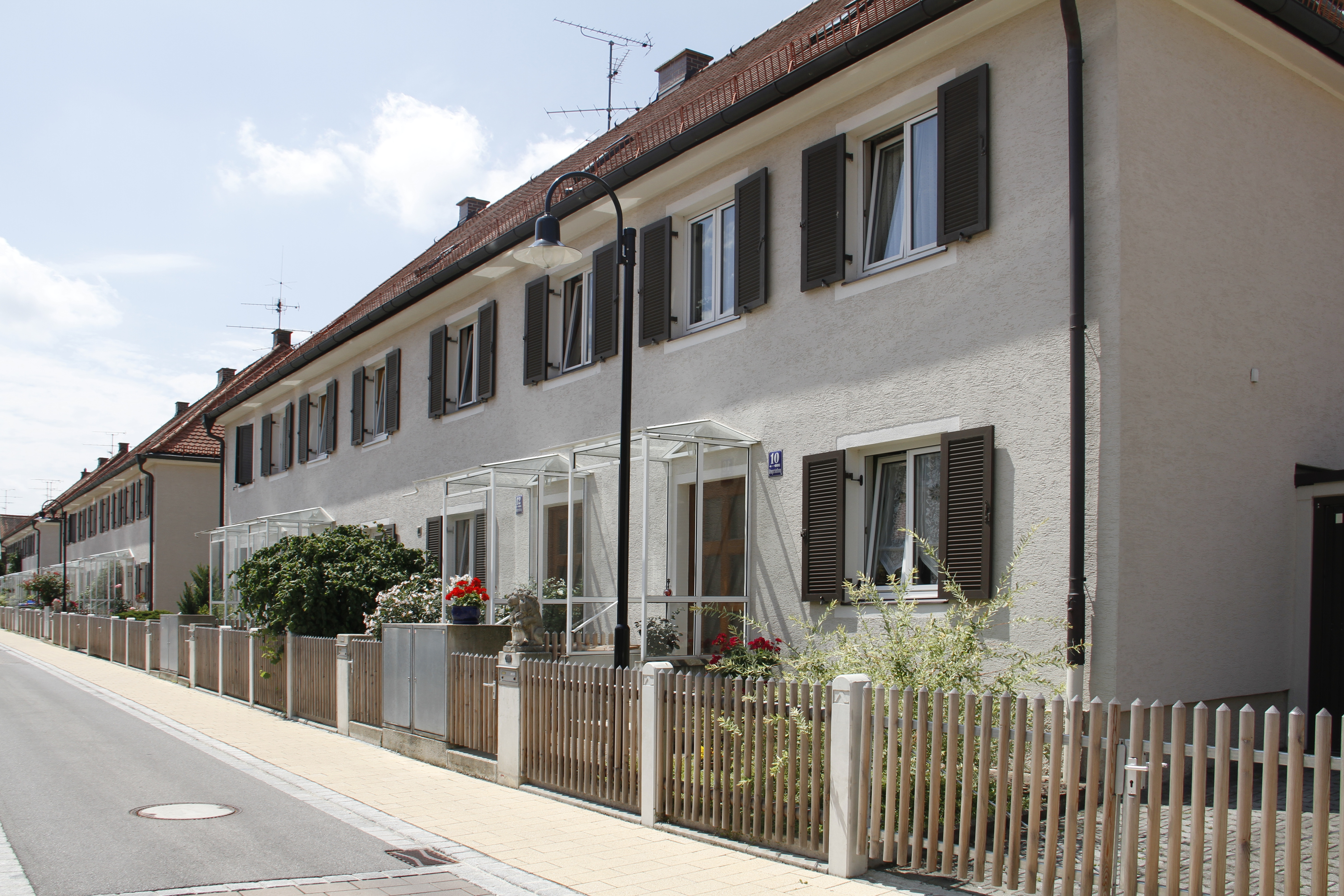
Vierfamilienhäuser in Bauabschnitt 1

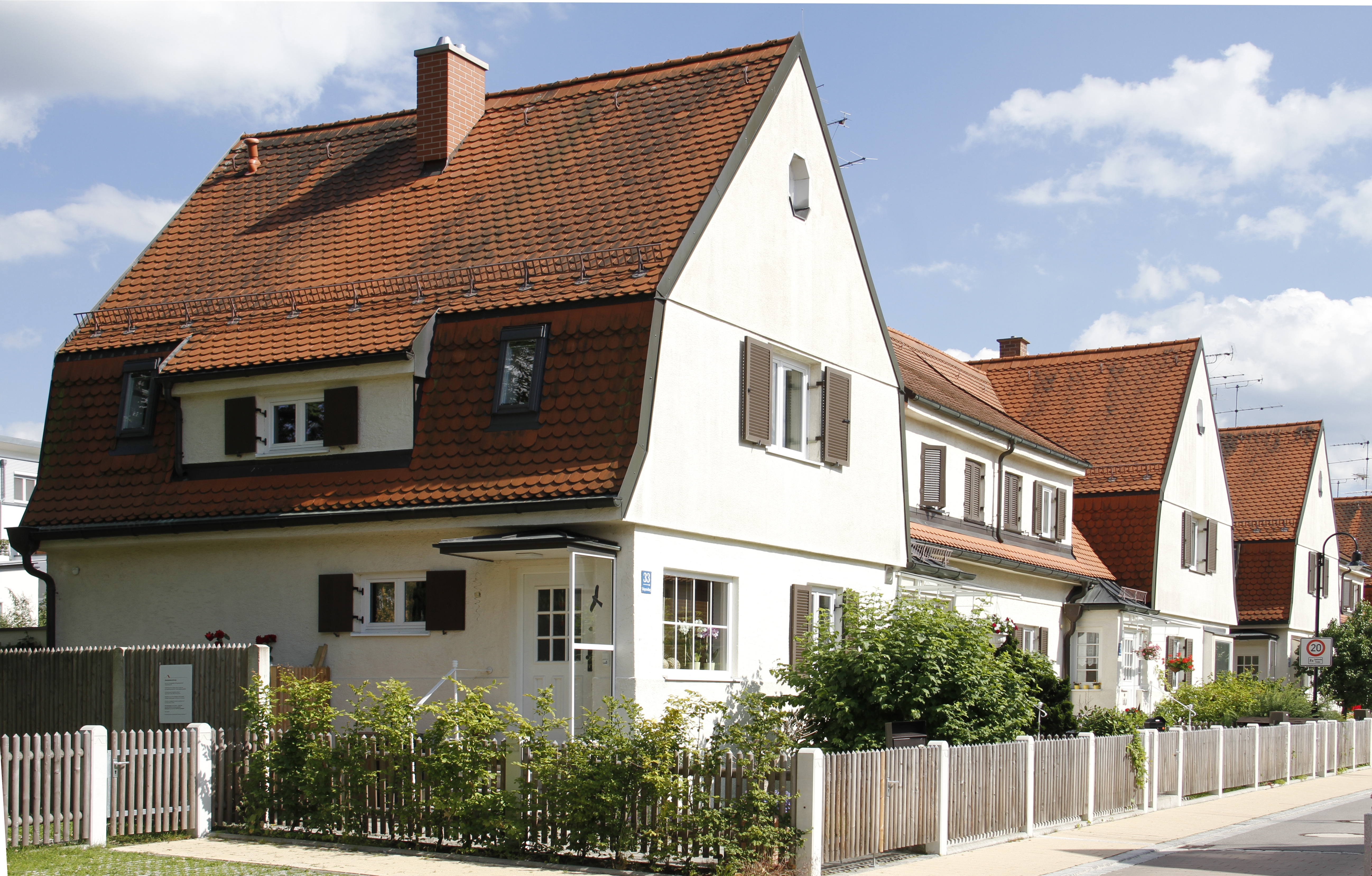
Vierfamilienhäuser in Bauabschnitt 2

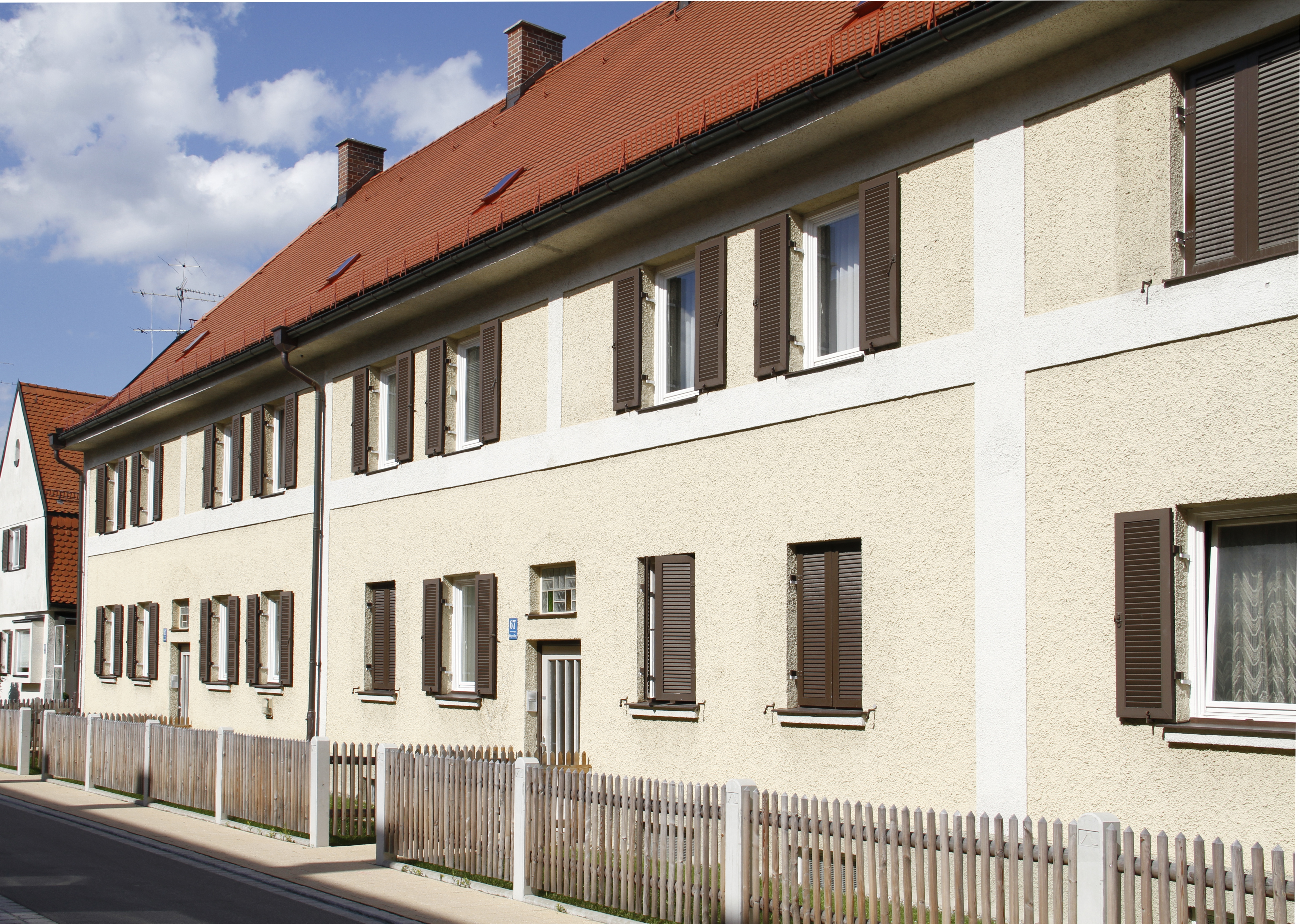
Wohnblock in Bauabschnitt 3

Bis 1927 wurden symmetrisch auf beiden Seiten einer Privatstraße in drei Bauabschnitten 24 Mehrfamilienhäuser errichtet, die insgesamt etwa 100 Haushalten Wohnraum geben. Zu der Siedlung gehören auch zwei dreistöckige Wohnblocks mit Walmdächern als Kopfbauten an der Albert-Roßhaupter-Straße.
In einem der Kopfbauten ist auch eine traditionsreiche Gaststätte untergebracht, in dem anderen gab es ursprünglich drei Ladengeschäfte für den täglichen Bedarf.
An die Kopfbauten schließen sich als Erster Bauabschnitt beidseitig der Straße je vier Vierfamilienhäuser von Peter Schneider an, die ursprünglich eingeschossig mit mittigen Zwerchhäusern waren, aber 1934 durchgehend zweistöckig aufgestockt und mit Walmdächern gedeckt wurden.
Der zweite Bauabschnitt besteht ebenfalls aus vier Häusern je Straßenseite. Auch sie umfassen jeweils vier Wohnungen, wirken aber aufgrund der Bauform wie Doppelhäuser. Sowohl die Querflügel, wie die Längsbauten dazwischen weisen Mansarddächer auf. Sie stammen von Max Graessel und sind der Reformarchitektur mit starken Elementen des Heimatstils zuzuordnen.
Der dritte Abschnitt umfasst zwei zweigeschossige Wohnblocks aus je vier Reihenhäusern mit je vier Wohnungen in einfacher Blockbauweise mit Schopfwalmdach. Die Fassaden sind nur durch die Gestaltung des Putzes gegliedert. Die Wohnblocks wurden wie die Kopfbauten von Leindecker errichtet.
Die Wohnungen in der Siedlung waren zwischen 55 m² und 72 m² groß, wobei einige in den Bauabschnitten eins und zwei inzwischen durch ausgebaute Dachgeschosse erweitert wurden. Hinter den Häusern erstreckt sich ein etwa 25 Meter breiter Grünstreifen mit Gärten, die die ursprünglich zur Selbstversorgung und zum Nebenerwerb durch den Anbau von Obst und Gemüse gedacht waren. Vor den Häusern liegen schmale Vorgärten an der Straße. Nach dem Zweiten Weltkrieg wurden Nebengebäude und Baudetails in größerem Umfang entfernt, ein Garagenhof und ein Spielplatz eingebaut.
Der Standort wurde für die Kleinsiedlung ausgewählt, um Flächen zwischen der städtischen Bebauung und bereits vor dem Ersten Weltkrieg errichteten Bauten vor der Stadt zu erschließen. Die Kriegersiedlung ist darin jedoch untypisch, weil sie in sich abgeschlossen ist und nicht das ansonsten häufige wabenartige und auf Erweiterung angelegte Straßenraster aufweist. Das südliche Ende der Siedlung an der Johann-Clanze-Straße wurde nach dem Zweiten Weltkrieg durch nicht zur Kriegersiedlung gehörende Riegelbauten abgeschlossen.